# Gien
Gien [ʒjɛ̃] ist eine französische Stadt mit 13.431 Einwohnern (Stand 1. Januar 2022) im Département Loiret in der Region Centre-Val de Loire.

## Geographie
Die Stadt liegt an der Loire, etwa 80 Kilometer östlich von Orléans und 150 Kilometer von Paris entfernt in waldreicher Umgebung. Sie hat eine Fläche von 6786 Hektar. Gien wurde im Zweiten Weltkrieg durch Bombardements schwer zerstört.

## Bevölkerungsentwicklung
| Jahr                       | 1962 | 1968   | 1975   | 1982   | 1990   | 1999   | 2011   | 2018   |
| Einwohner                  | 9821 | 12.164 | 14.621 | 16.064 | 16.477 | 15.332 | 14.685 | 13.732 |
| Quellen: Cassini und INSEE |      |        |        |        |        |        |        |        |

## Geschichte

### Von den Ursprüngen bis in die frühe Neuzeit
Auf dem heutigen Gemeindegebiet bestand bereits in römischer Zeit eine dörfliche Siedlung (Alt-Gien). Im Rahmen der Christianisierung gründete der Heilige Pelerin im 3. Jahrhundert eine christliche Gemeinde und ließ eine Peter und Paul geweihte Kirche errichten. 760 machte Pippin der Kurze Halt in Gien, bevor er in eine Schlacht gegen die Aquitanier zog. Unter Karl dem Großen wurde auf dem heutigen Schlossgelände eine Turmhügelburg errichtet, die in einiger Entfernung zur Ansiedlung lag. Die durch den Niedergang des Fränkischen Reiches ausgelösten Wirren sowie die Wikingerüberfälle im 10. Jahrhundert führten zur Aufgabe von Alt-Gien und einer Neugründung eines Dorfes in der Nähe der Burg. Während die Kirche dem Kloster von Fleury unterstand gehörten das befestigte Dorf und die Burg den Grafen von Nevers. 1199 fiel Gien infolge einer Abtretung an Philipp II. und damit an die französische Krone.
In der Zeit des Hundertjährigen Krieges wechselte die Stadt mehrfach den Besitz. 1429 traf Johanna von Orléans in Gien auf den Thronfolger Karl und überzeugte ihn nach Reims zu ziehen. 1481 übernahm Anne de Beaujeu die Grafschaft Gien und macht die Stadt zu ihrem Sitz. In den 41 Jahren ihrer Herrschaft wuchs die Stadt. Die Brücke wurde rekonstruiert und die Stadtbefestigung erweitert. Die Burg wurde zwischen 1494 und 1500 im Renaissancestil umgebaut und zu einem Schloss erweitert.

### Von der frühen Neuzeit bis heute
Gien war ein Zentrum der französischen Reformation. Seit 1559 bestand eine hugenottische Gemeinde und ein Gebetshaus. Katholische Kirchen wurden geplündert und der Klerus vertrieben. In der Folge verlor Gien 1587 seinen Verwaltungssitz (Ballei und Gericht) an Bléneau. In den nächsten anderthalb Jahrhunderten wechselten die Herren auf Schloss Gien mehrfach. 1780 starb der letzte Graf von Gien, Claude Henry Feydeau de Marville.
Die Revolution verlief in der Stadt unblutig. 1800 wurde Gien erneut Verwaltungssitz, diesmal als Unterpräfektur des gleichnamigen Arrondissements. Im 19. Jahrhundert siedelten sich auch mehrere Manufakturen und Fabriken an, darunter eine Brauerei, mehrere Färbereien sowie eine Keramikfabrik. 1821 wurde die weltbekannte Porzellanmanufaktur Faïencerie de Gien gegründet. In jenem Jahrhundert trat die Loire dreimal über die Ufer und überflutete die Stadt – 1846, 1856 und 1886 – jeweils im Abstand von einem Jahrzehnt. 1881 erhielt Gien einen Eisenbahnanschluss an die Strecke Paris–Clermont-Ferrand.
Am 15. Juni 1940 bombardierte die deutsche Luftwaffe die Brücke von Gien, um der französischen Armee die Rückzugsmöglichkeit über die Loire abzuschneiden. Durch den Luftangriff wurde ein Großbrand ausgelöst, der die Altstadt zu Füßen des Schlosses vernichtete. Nachdem die Flammen nach drei Tagen und Nächten erloschen waren, hatte sich ein großer Teil der Stadt in Asche verwandelt. 422 Häuser waren vollständig vernichtet und 921 teilzerstört, aber das Schloss hatte die Katastrophe überstanden. Bereits 1941 wurden Pläne für den Wiederaufbau erstellt. Die Arbeiten konnten indes erst nach dem Zweiten Weltkrieg begonnen werden. Zahlreiche Häuser wurden im Stil der wenigen übriggebliebenen Häuser rekonstruiert. In den folgenden Jahrzehnten dehnte sich die Stadt aus und es entstanden einige neue Stadtteile und Gewerbegebiete. 1972 wurde der Ort Arrabloy eingemeindet.

## Wirtschaft und Infrastruktur

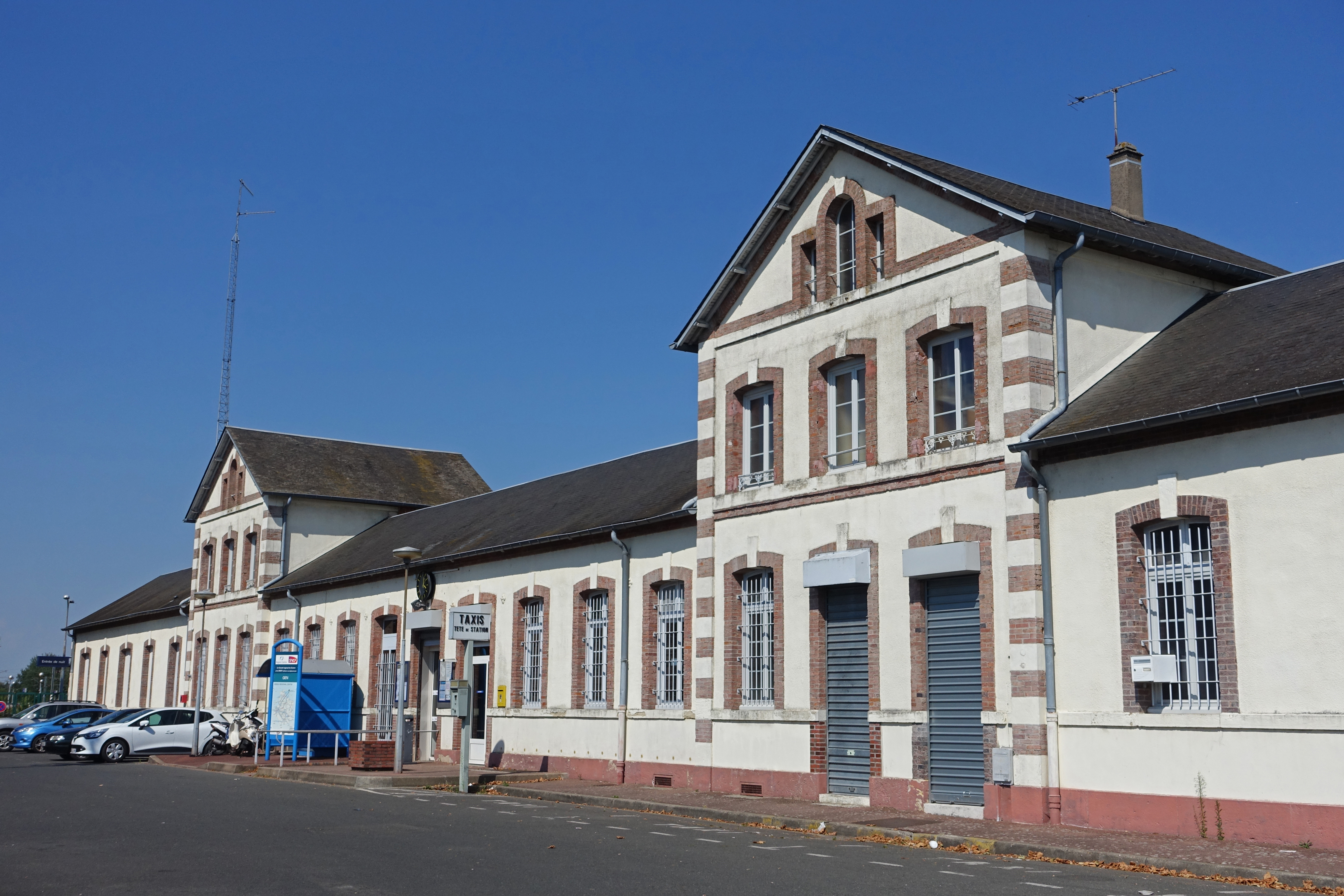
Bahnhof Gien

### Handwerk und Industrie
International bekannt ist die 1821 gegründete Fayence-Manufaktur Faïencerie de Gien, die rund 250 Leute beschäftigt. Darüber hinaus gibt es größere Niederlassungen der Firmen Otis, Laboratoires Pierre Fabre und Shiseido.

### Landwirtschaft
Ein Teil der landwirtschaftlich genutzten Fläche dient dem Weinbau. Die Rebflächen der Gemeinde sind der geschützten Herkunftsbezeichnung Coteaux du Giennois zugeordnet. Darüber hinaus werden in größerem Umfang Spargel und Obst in Gartenbaubetrieben produziert.

### Verkehr
Gien besitzt seit 1861 einen Bahnhof an der Bahnstrecke Moret-Veneux-les-Sablons–Lyon-Perrache. Diese wird bedient von Zügen des TER Centre-Val de Loire der Verbindung Paris-Bercy–Nevers.

## Sehenswürdigkeiten

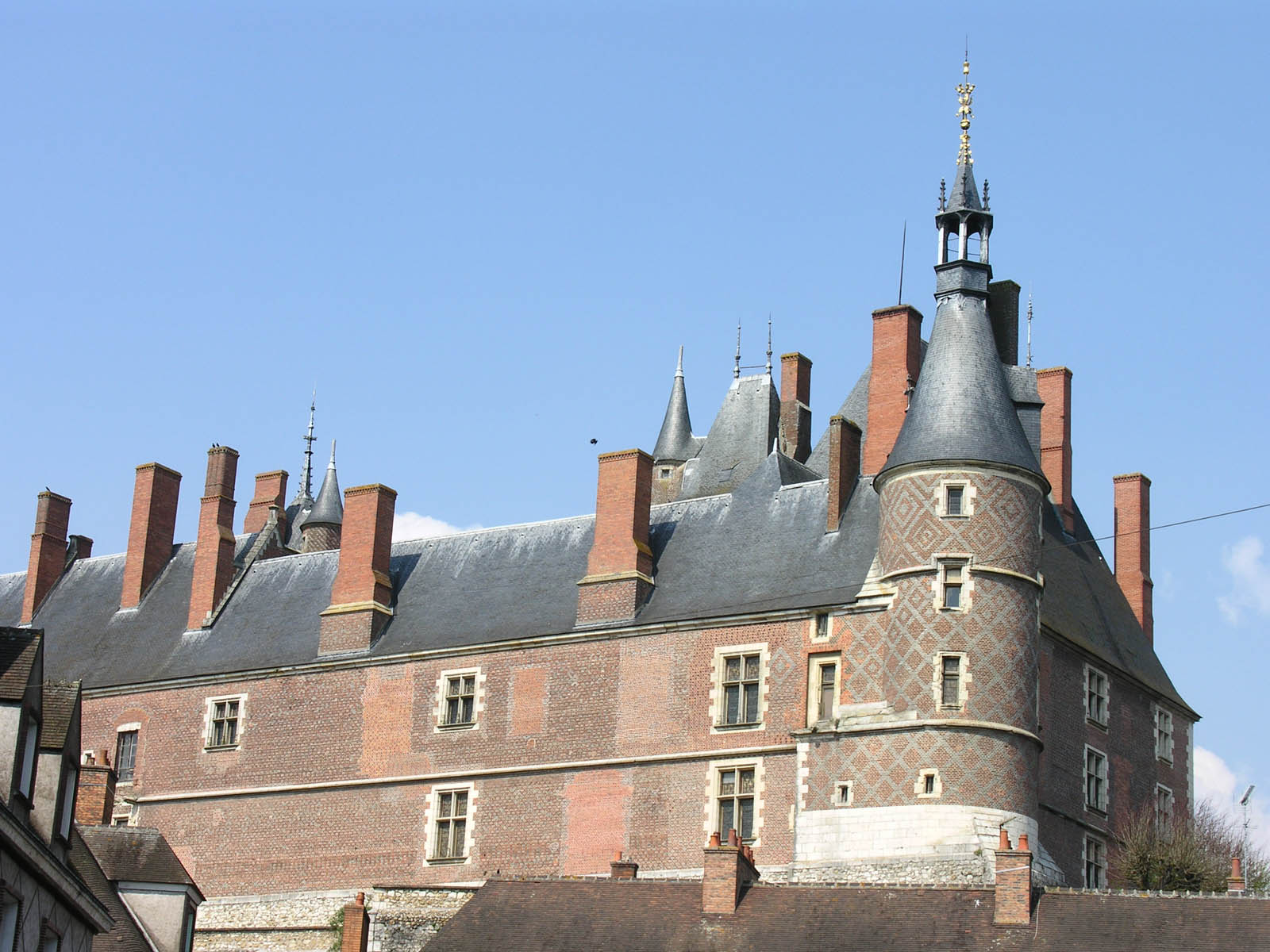
Schloss Gien

- Schloss Gien mit Jagdmuseum (Musée International de la Chasse)
- Pfarrkirche Ste-Jeanne d’Arc
- Keramikmuseum der Firma Gien (Musée de la faïencerie)
- Die Brücke von Gien
- Schloss und Kirche von Arrabloy

## Städtepartnerschaften
Es bestehen Partnerschaften mit folgenden Gemeinden:
- Malmesbury in Großbritannien
- Niebüll in Deutschland
- Redondo in Portugal
- Soa in Kamerun

## Persönlichkeiten
- Rodulfus Tortarius (1063–1122), Benediktinermönch
- Pierre César Gudin des Bardelières (1775–1855), General der Infanterie
- Jean Huré (1877–1930), Komponist und Organist
- Pie Eugène Joseph Neveu (1877–1946), Theologe
- Georges Le Beau (1879–1962), Verwaltungsbeamter
- Paul Toussaint[2] (1925–1944), Widerstandskämpfer des Ceux de la Résistance (CDLR) wurde hier geboren.
- Pierre Toussaint[3] (1920–1944), Widerstandskämpfer des Ceux de la Résistance (CDLR) wurde hier geboren.
- François Roth (1936–2016), Historiker
- Jean-François Bonnel (* 1959), Jazzmusiker
- Jean-Paul Cottret (* 1963), Rallye-Copilot
- Renaud Dion (* 1978), Radrennfahrer
- Pierre Rolland (* 1986), Radrennfahrer